# Uniunea Creștin-Democrată (Germania)
Uniunea Creștin Democrată (în germană Christlich Demokratische Union Deutschlands, acronim CDU) este un partid politic din Germania. Uniunea Creștin Democrată (CDU) este un partid politic conservator, liberal conservator și creștin democrat cu orientare de centru-dreapta, afiliat Internaționalei Centrist-Democrate (ICD) la nivel internațional respectiv Partidului Popular European (PPE) la nivelul Parlamentului European (PE). CDU se află la guvernare din 6 mai 2025, în guvernul federal condus de Friedrich Merz, președintele partidului. De asemenea s-a aflat la guvernare din 2005 până în 2021, în cabinetele conduse de Angela Merkel.
Înainte de reunificarea Germaniei, Uniunea Creștin Democrată (CDU) a fost principalul partid de guvernământ în Germania de Vest. Primul cancelar federal de după terminarea celui de-Al Doilea Război Mondial a fost Konrad Adenauer, fostul primar al orașului Köln, persecutat de naziști.
CDU desfășoară activități politice în toată Germania, cu excepția landului Bavaria, din sud-estul țării, unde formațiunea parteneră este Christlich-Soziale Union in Bayern sau Uniunea Creștin-Socială din Bavaria (CSU). Cele două partide cooperează strâns la nivel federal ca (candidând comun în alegerile federale ca Union) precum și în Bundestag, unde împreună formează fracțiunea parlamentară CDU/CSU, numită „die Union” (i.e., Uniunea). Totodată, Uniunea Creștin Democrată (CDU), ca die Union (i.e., împreună cu partidul soră CSU din Bavaria), a fost primul sau al doilea partid politic ca mărime din parlamentul german în urma alegerilor federale atât din Germania de Vest (RFG/BDR) cât și în urma reunificării Germaniei din 1990 până în prezent.

## Preferințele electoratului partidului
Conform unui studiu realizat în 2005 de Universitatea Berlin, 51% din membrii CDU/CSU erau de confesiune catolică, 33% erau luterani (evanghelici, EKD), iar 15,7% nu aparțineau nici unei confesiuni religioase. Mai mult, circa 10% din populația musulmană cu drept de vot sunt orientați către CDU/CSU. Din totalul de 247 de parlamentari creștin-democrați ai celui de-al XV-lea Bundestag (ales în 2002), 143 s-au declarat catolici (57,89%), 95 evanghelici (38,46%), 8 nu au făcut precizări, iar unul s-a declarat fără confesiune. Pentru amănunte vezi: Pagina Bundestag-ului Arhivat în 13 ianuarie 2006, la Wayback Machine.

## Personalități
Președinți ai Germaniei din partea Uniunii Creștin-Democrate (CDU):
- Heinrich Lübke, președinte federal (1959–1969);
- Karl Carstens, președinte federal (1979–1984);
- Richard von Weizsäcker, președinte federal (1984–1994);
- Roman Herzog, președinte federal (1994–1999);
- Horst Köhler, președinte federal (2004–2010);
- Christian Wulff, președinte federal (2010–2012).

Cancelari federali din partea CDU:
- Konrad Adenauer, primul cancelar federal al Germaniei (1949–1963);
- Ludwig Erhard, cancelar federal (1963–1966);
- Kurt Georg Kiesinger, cancelar federal (1966–1969);
- Helmut Kohl, prim-ministru al landului Renania-Palatinat (1969–1976), apoi cancelar federal (1982–1998);
- Angela Merkel, cancelară federală (2005–2021);
- Friedrich Merz, cancelar federal (2025–).

Alte personalități politice ale formațiunii de-a lungul timpului:
- Norbert Lammert, președinte al Bundestagului (2005–2017);
- Wolfgang Schäuble, ministru federal de interne (2005-2009), ministru federal de finanțe (2009–2017), președinte al Bundestagului (2017–2021);
- Hans-Gert Pöttering, președinte al Parlamentului European (2007–2009);
- Stanislaw Tillich, prim-ministru al landului Saxonia (2008–2017);
- Armin Laschet, prim-ministru al landului Renania de Nord-Westfalia (2017–2021);
- Annegret Kramp-Karrenbauer, prim-ministru al landului Saarland (2011–2018).

## Galerie

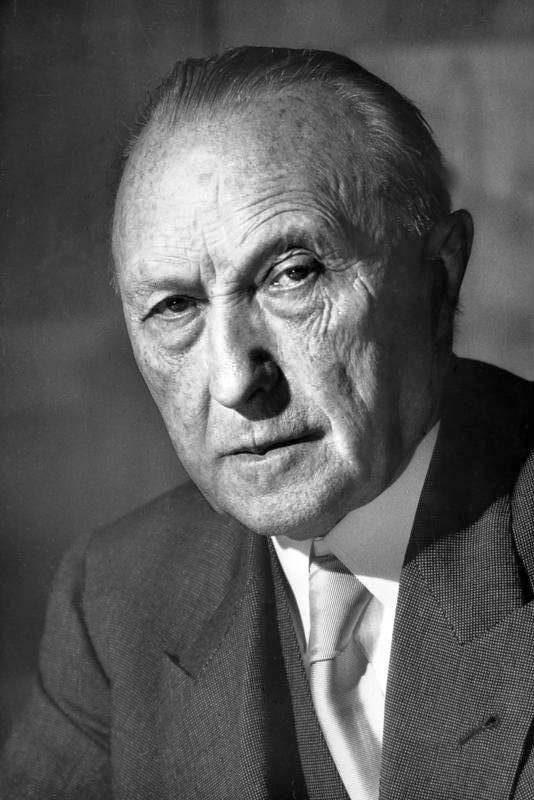
Konrad Adenauer, figură emblematică a CDU și fost cancelar german (1949–1963)
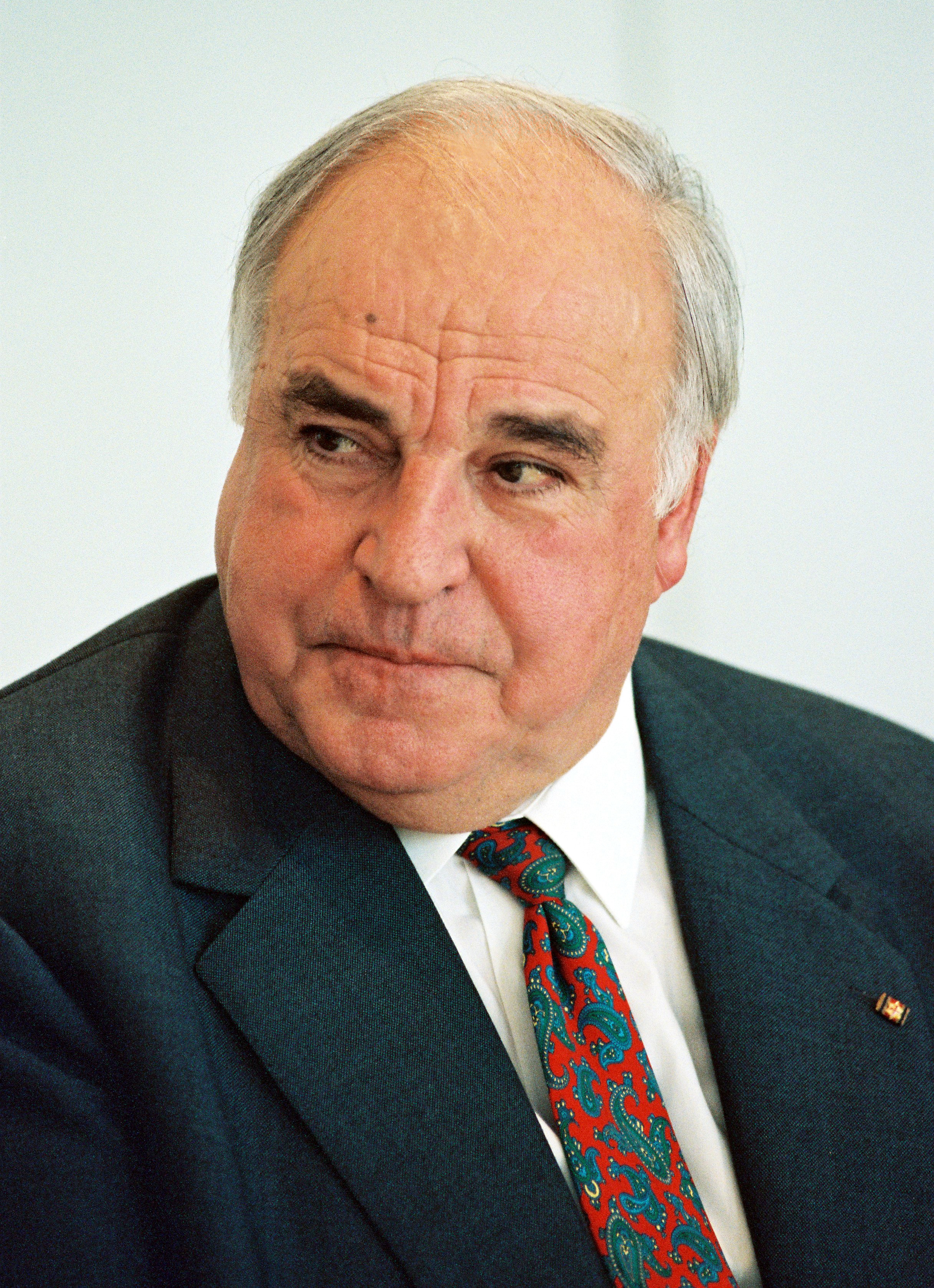
Helmut Kohl, important fost lider al partidului și fost cancelar german (1982–1998)
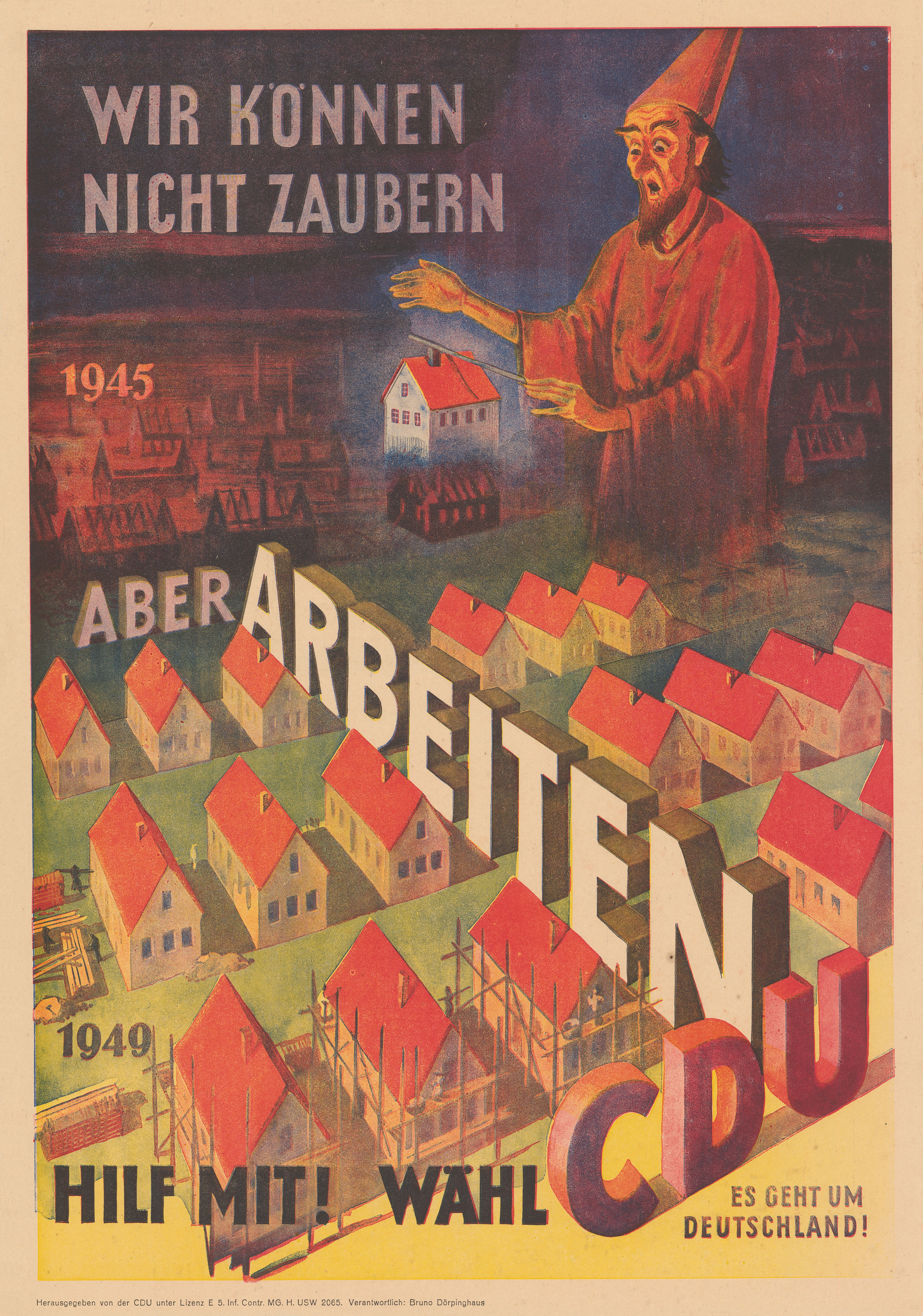
Afiș electoral al CDU din 1949 (Nu putem să facem magie, dar putem să lucrăm. Ajutați-ne! Votați CDU. Este vorba despre Germania!)
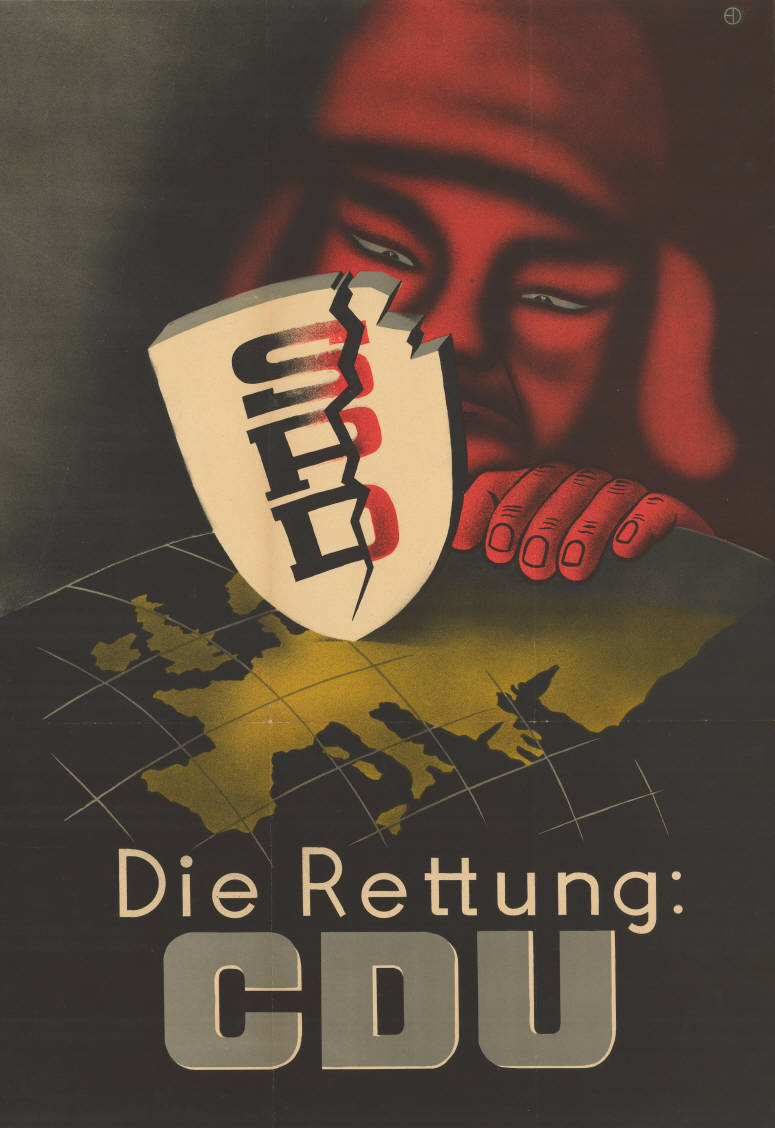
Afiș electoral anti-comunist al CDU din 1949 (Salvarea: CDU)
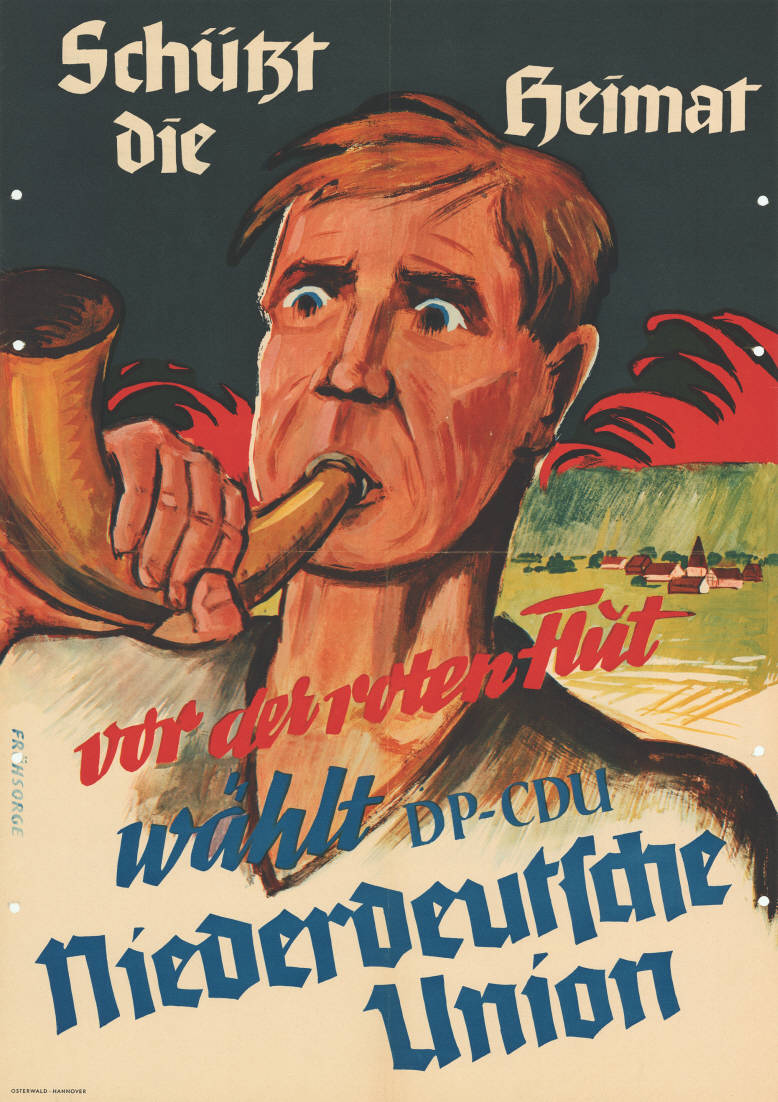
Afiș electoral anti-comunist al CDU din 1951
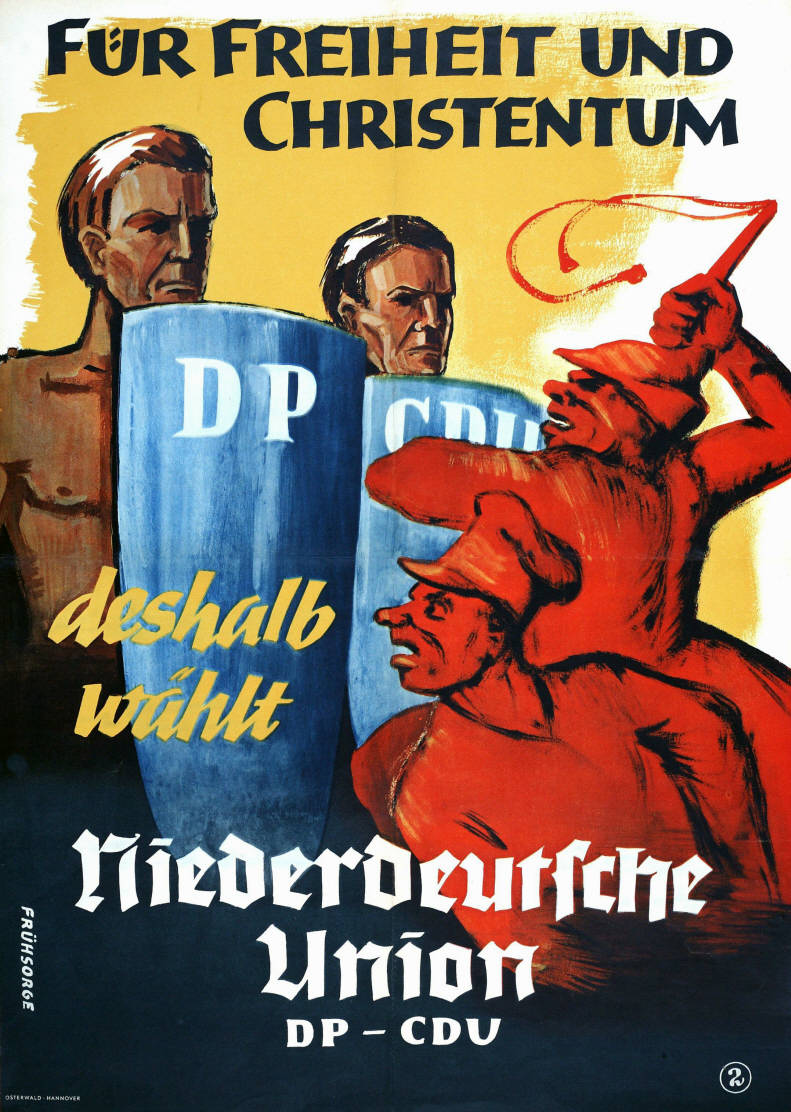
Afiș electoral anti-comunist al CDU din 1951
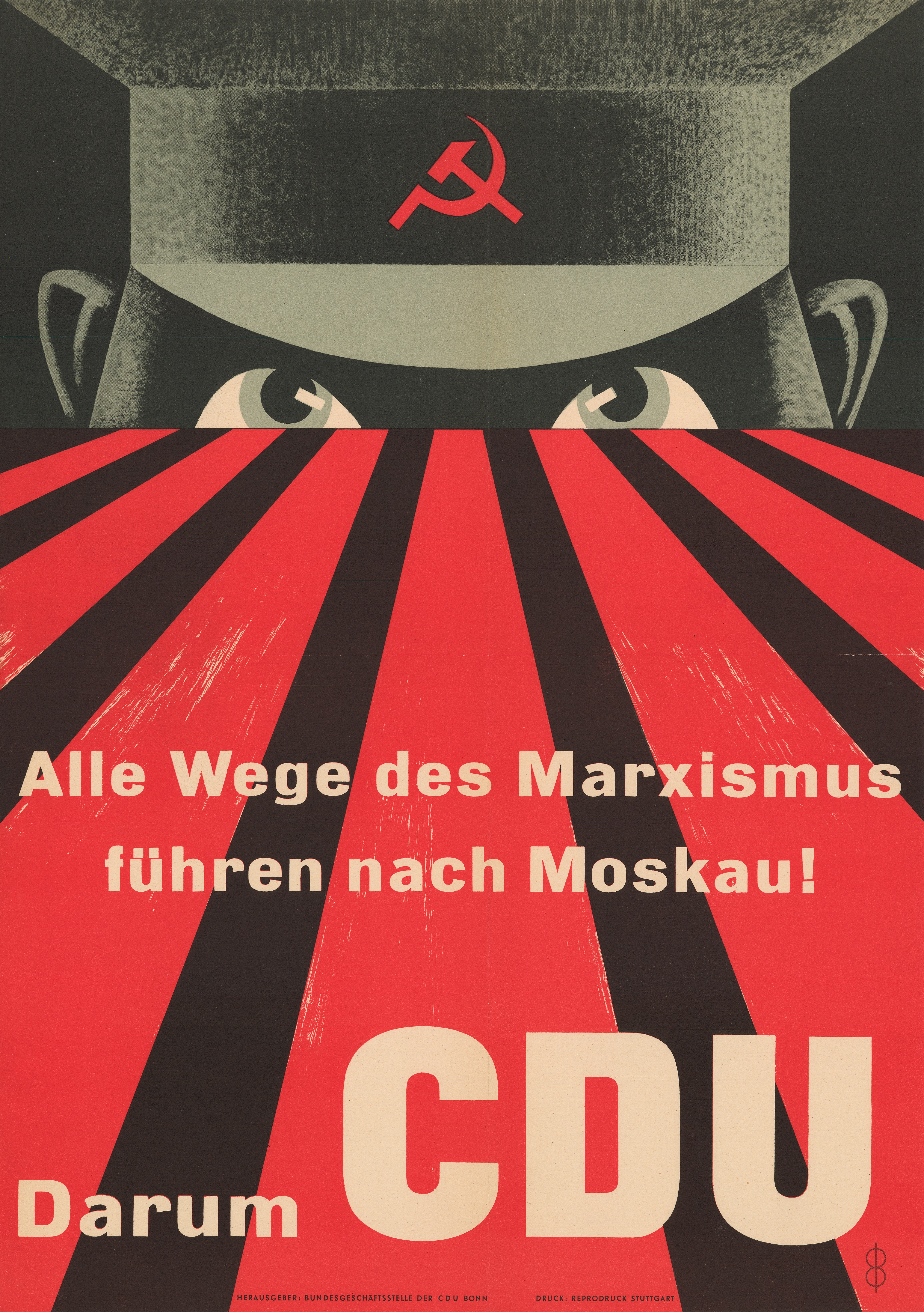
Afiș electoral anti-comunist al CDU din 1953
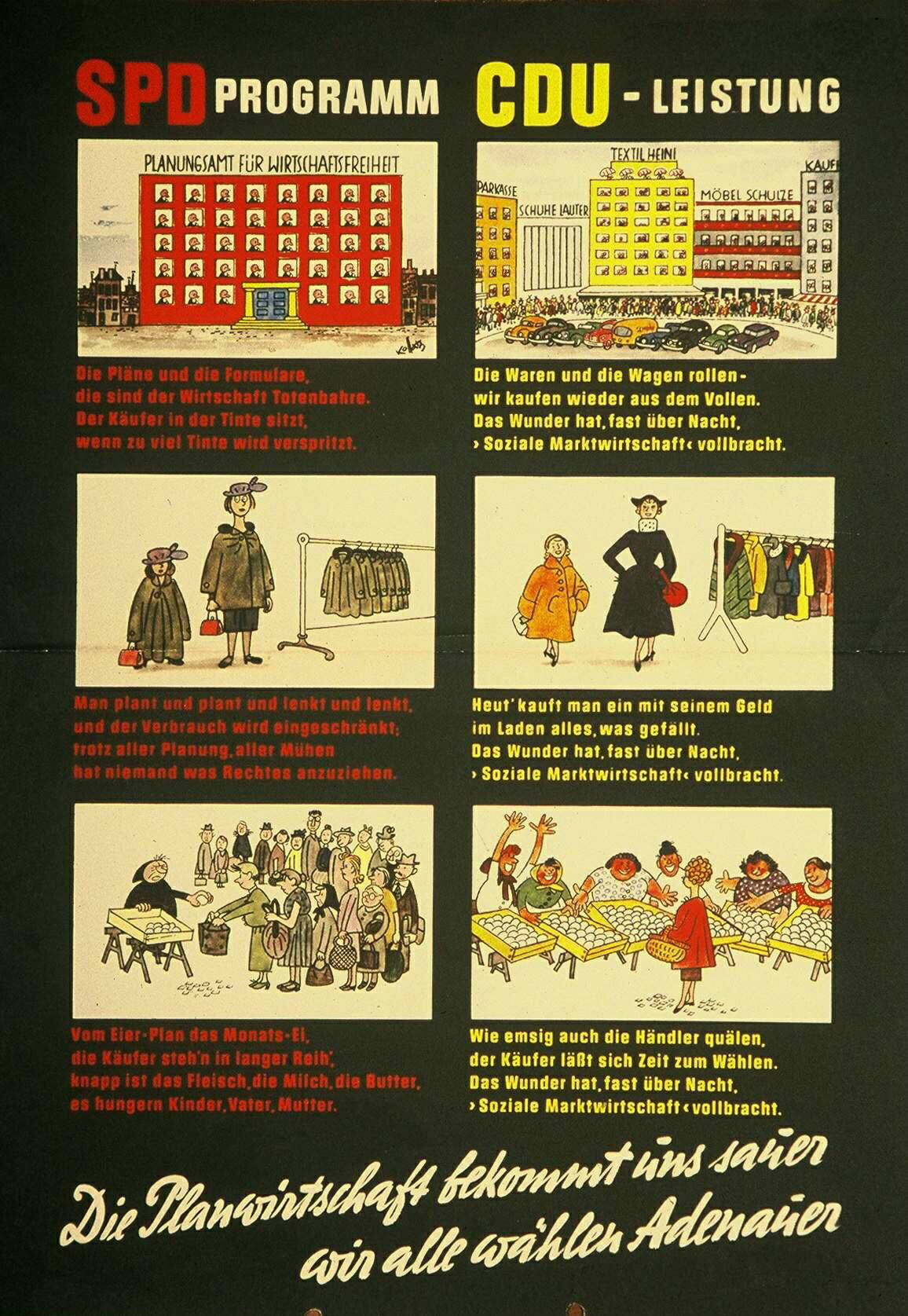
Afiș electoral anti-SPD al CDU din 1953
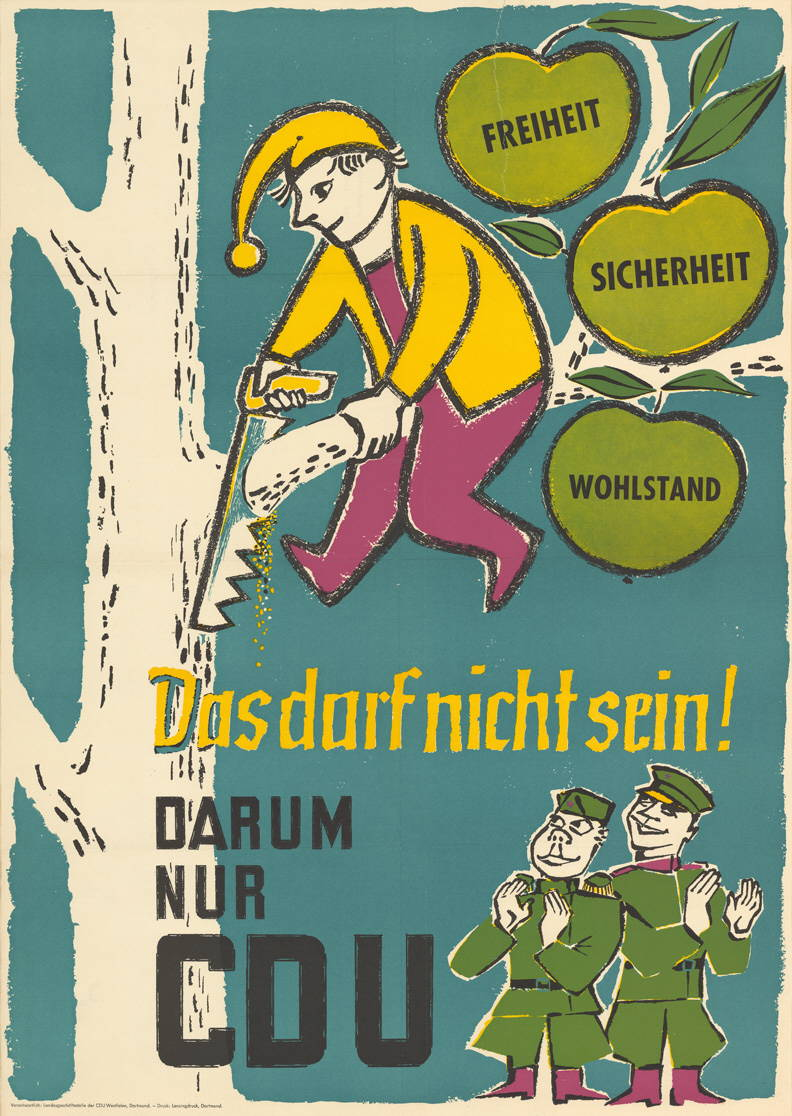
Afiș electoral anti-totalitar al CDU din 1957
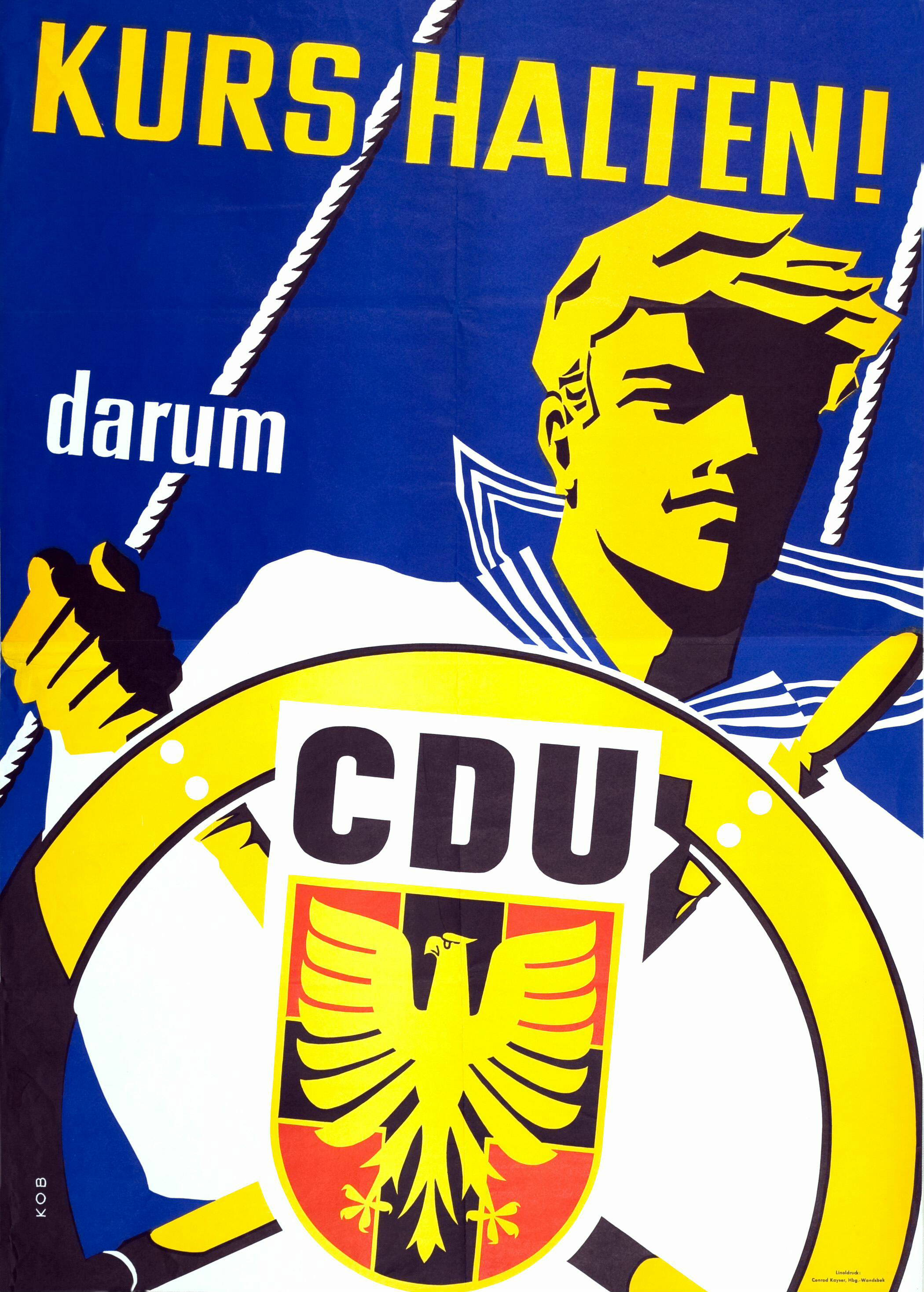
Afiș electoral al CDU din 1957 (Ține cursul, atunci CDU)

## Vezi și

Logo-ul fundației Konrad Adenauer pentru democrație